# Manuel de Moura
Manuel de Moura, född 1590, död 1651, var generalguvernör eller ståthållare i de Spanska Nederländerna 1644–1647.